# Sint-Jozefkapel (Velden)
De Sint-Jozefkapel is een kapel in Schandelo bij Velden in de Nederlandse gemeente Venlo. De kapel staat bij Schandelo 50 ten noordoosten van het dorp Velden.
Op ruim 500 meter naar het noordwesten staat de Onze-Lieve-Vrouw-van-Altijddurende-Bijstandkapel van Schandelo.
De kapel is gewijd aan de heilige Jozef van Nazareth.

## Geschiedenis
In 1936 bouwde de Venlose familie Winters deze kapel bij een van haar drie boerderijen. Ieder van deze boerderijen kreeg een eigen kapel die ze respectievelijk wijden aan Jezus, Maria en Jozef. De boerderij in Schandelo kreeg de aan Jezus gewijde kapel.

## Gebouw
De niskapel staat op een rechthoekig plattegrond en wordt gedekt door een zadeldak met op de nok een stenen kruis. De kapel is opgetrokken in baksteen en heeft een breder basement met aan de voorzijde een uitsparing. Boven het basement wordt de kapel iets smaller en is de nis gesitueerd. De nis heeft een spitsboogvorm waarbij de bakstenen van de boog als een stralenkrans rondom gemetseld zijn. De kapelnis wordt afgesloten met een ijzeren tralies in ruitpatroon en is aan de binnenzijde bekleed met geglazuurde bakstenen. In de nis staat een beeld van Sint-Jozef